# Myrmica bessarabica
Myrmica bessarabica (лат.) — вид мелких муравьёв рода Myrmica (подсемейство мирмицины) длиной около 4—5 мм. Стебелёк между грудкой и брюшком состоит из двух члеников: петиолюса и постпетиолюса (последний четко отделен от брюшка), жало развито, куколки голые (без кокона).

## Распространение
Закавказье, Кавказ, Копетдаг, Крым, Молдова, Болгария, Чехословакия.

## Систематика
Этот вид относится к группе видов Myrmica scabrinodis.

## Синонимия
В старой советской литературе вид Myrmica bessarabica (Myrmica bessarabicus) Nasonov, 1889 более известен под своим синонимом Myrmica sancta Karav., 1926, который позднее был признан синонимом вида Myrmica specioides, а таксон Myrmica bessarabicus рассматривается как incertae sedis.
- Myrmica scabrinodoides Sadil
- Myrmica sancta Karavaiev
- Myrmica sancta tshuliensis Arnoldi
- Leptothorax nevodovskii Karavaiev
- Myrmica balcanica Sadil
- Myrmica balcanica scabrinodoides Sadil